# Wöhrden
Wöhrden là một đô thị thuộc huyện Dithmarschen, trong bang Schleswig-Holstein, nước Đức. Đô thị Wöhrden có diện tích 21,77 km², dân số thời điểm 31 tháng 12 năm 2006 là 1326 người.